# Mark Lefler
Mark Lefler ist ein US‑amerikanischer Computerspiel- und Schachprogrammierer. Er ist ausgebildeter Ingenieur und arbeitete in jungen Jahren als Sicherheitsingenieur im US‑Außenministerium. Im Jahr 2007 gründete er das Chess Programming Wiki, ein englischsprachiges Wiki zum Thema Computerschach. Ferner ist er Autor des Computerschachprogramms Now und zusammen mit Jeff Mallett Koautor des Spielprogramms Zillions of Games, einer universellen Spiele-Engine.
Zusammen mit Don Dailey und Larry Kaufman hat er das Schachprogramm Komodo entwickelt. Dieses gewann in den Jahren 2016, 2017, 2018 und 2019 viermal hintereinander die World Computer Chess Championship WCCC (deutsch Computerschachweltmeisterschaft). Für die Siege erhielt er zusammen mit seinen Koautoren jeweils die Shannon Trophy. Diese ist benannt nach dem amerikanischen Computerpionier Claude Elwood Shannon (1916–2001).